# Горбунов Олексій Сергійович
Олексі́й Сергі́йович Горбуно́в (нар. 29 жовтня 1961, Київ, Українська РСР, СРСР) — радянський і український актор театру та кіно. Заслужений артист УРСР (1989). Народний артист України (2016).

## Життєпис
Олексій Сергійович Горбунов народився 29 жовтня 1961 року у Києві. Дитинство пройшло на масиві Русанівка. У 1978 році, відразу після закінчення школи, не зміг вступити до Київського Театрального інституту імені Карпенка-Карого, оскільки не був комсомольцем. У 1978—1979 роках працював у театрі імені Лесі Українки монтувальником, підсобним робітником у костюмерному цеху. У театрі завдяки Аді Роговцевій познайомився з її чоловіком — актором і педагогом Костянтином Степанковим.
У 1984 році закінчив Київський інститут театрального мистецтва ім. Карпенка-Карого (курс Костянтина Степанкова). У своєму першому фільмі «Вантаж без маркування» Олексій почав зніматися в день вручення диплома.
У 1984—1995 роках був актором театру-студії кіноактора кіностудії імені Олександра Довженка. У 1985—1987 роках служив у Радянській армії. У 1990-х працював приватним таксистом через кризу на кіностудії Довженка. Повернутися до зйомок у кіно допоміг режисер Володимир Попков, запросивши на роль блазня Шико в багатосерійний телефільм «Графиня де Монсоро».
Працював у театрі-студії кіноактора, у приватному Камерному театрі М. Нестантінера та Київському театрі російської драми ім. Лесі Українки. Вів на українському ТБ програми «Нічний будильник» (1998) і «Чудо-люди» (2008). Грав в антрепризних постановках Олега Меньшикова Театральне товариство 814. Зіграв одну з ролей у серіалі «Гвардія».
Іноді з'являється у відео Optimus Gang з хлопцями-блогерами на YouTube.

### Музика
Організатор і ведучий двох дискотек «Джанкой» і «Джуманджі» в Києві. Працював діджеєм на київських радіостанціях «Континент» та «Ностальжи». Олексій є солістом гурту «Грусть пилота».
Пресслужба Житомирської обласної ради повідомила, що четвертого лютого 2021 року фронтмен гурту «Грусть пилота» разом з іншими учасниками колективу виступав для військовослужбовців 95-ї окремої десантно-штурмової бригади, членів їх родин, а також курсантів Житомирського військового інституту імені Сергія Павловича Корольова. Артист виконав мініспектакль-концерт.

## Громадянська позиція
3 грудня 2014 року, під час російсько-української війни, відмовився від участі в усіх російських фільмах. Згодом Горбунов заявив, що не розглядатиме можливості роботи в РФ до закінчення війни.

## Особисте життя
- Перша дружина — художниця Світлана Лопухова[5]
  - Донька — Анастасія Горбунова

- Друга дружина — Ірина Ковальова[6]
  - Донька — Софія Горбунова

## Визнання і нагороди
- Народний артист України (22 січня 2016) — за значний особистий внесок у державне будівництво, соціально-економічний, науково-технічний, культурно-освітній розвиток Української держави, справу консолідації українського суспільства, багаторічну сумлінну працю[7]
- Заслужений артист УРСР (17 червня 1991) — за особистий внесок у соціально-економічний розвиток республіки, відродження національної культури і мистецтва, високу професійну майстерність і активну участь у громадському житті[8]
- Премія «Золотий орел» за найкращу чоловічу роль у фільмі «12» (2008)[9]
- Премія Телетріумф у номінації «Актор телевізійного фільму/серіалу (виконавець чоловічої ролі)» (2011)[10]

## Ролі в театрі
- 2000 — «Кухня» — Хаген Карлович
- 2001 — «Гравці» — Швохнєв
- 2002 — «Сирано» — де Гіш
- 2003 — «Паразити»
- 2006 — «Shlem.com»
- 2010 — «Кам'яний гість» — Лепорелло

## Фільмографія
- 1984 — Вантаж без маркування — Женя Стенько
- 1984 — Канікули Петрова і Васєчкіна, звичайні й неймовірні
- 1984 — Макар-слідопит — червоноармієць
- 1986 — Звинувачується весілля — Сергій
- 1986 — Наближення до майбутнього
- 1987 — Жменяки — Ілько
- 1987 — Виконати будь-яку правду — Олег Гагулін
- 1987 — Розслідування розпочати — капітан Агєєв
- 1987 — Філер
- 1988 — Дискжокей — друг Жені
- 1988 — Кам'яна душа — Юріштан
- 1988 — Нові пригоди янкі при дворі короля Артура — менестрель
- 1989 — Гу-га — Даньковець
- 1990 — Допінг для янголів — людина Бабахіна
- 1990 — Посилка для Маргарет Тетчер
- 1990 — Розпад — Шурик, шкільний друг Людмили Журавльової
- 1990 — Яма — Симановский, революціонер
- 1990 — Історія пані Ївги
- 1991 — Голод 33 — чекіст
- 1991 — Два кроки до тиші — Іващенко
- 1991 — Житіє Олександра Невського
- 1991 — Кисневий голод — капітан Голіков
- 1991 — Кому вгору, кому вниз — Гук
- 1991 — Нам дзвони не грали, коли ми вмирали
- 1991 — Не стріляйте у мене, будь ласка
- 1992 — Цвітіння кульбаби — дільничний
- 1992 — Людина з команди «Альфа»
- 1993 — Грішниця в масці — доктор Теодор
- 1993 — Зів'яла сакура в моєму саду
- 1993 — Золото партії — Горбунков
- 1993 — Обітниця
- 1993 — Злочин з багатьма невідомими — Шпанг
- 1993 — Спосіб вбивства — детектив Стів Карелла
- 1993 — Фучжоу — горбань
- 1993 — Я — Іван, ти — Абрам
- 1994 — Очікуючи вантаж на рейді Фучжоу біля пагоди
- 1994 — Народжені згори
- 1994 — Шостий годину останнього тижня любові
- 1995 — Літо завжди приходить
- 1995 — Об'єкт «Джей»
- 1997 — Графиня де Монсоро — Шико, блазень короля Франції
- 1997—1998 — Слідство
- 1998 — Країна глухих — постачальник товару
- 1999 — День народження Буржуя — гравець Вася
- 1999 — Як гартувалася сталь — епізод
- 2000 — Чорна кімната — чоловік
- 2001 — Охоронці пороку — Гіл
- 2001 — День народження Буржуя — 2 — гравець Вася
- 2001 — Слід перевертня — Рибаков Костянтин Євгенович
- 2002 — Блакитний місяць
- 2002 — Закон
- 2002 — Марш Турецького — Савелій Іванович Монахов
- 2002 — Порода — Віктор Олександрович
- 2003 — Вокзал — Микола Веселов
- 2003 — Кармен — адвокат
- 2003 — Лінії долі — Андрій Щурко
- 2003 — Найкраще місто Землі — Віктор Савицький
- 2004 — Навіть не думай 2. Тінь незалежності — ватажок «Ордена свінгерів»
- 2004 — Якщо завтра в похід — епізод
- 2004 — Червона капела — Карл Гірінг
- 2004 — Курсанти — Олександр Лиховол
- 2004 — Ми помремо разом — Сергей Петрович
- 2004 — Путівник
- 2004 — Російське — урка Горкун
- 2005 — Бухта Філіпа — Бут
- 2005 — Каменська-4 — Галл
- 2005 — Полювання за тінню — Виктор Проценко
- 2005 — Сатисфакція — Іван Васильович Шервуд
- 2005 — Статський радник — Рахмет
- 2006 — Хеппі Піпл
- 2006 — Дикуни — барон
- 2006 — Живий — продавець
- 2006 — Меченосець — Клим
- 2006 — Полювання на піранью — Кузьмич
- 2006 — Останній забій — Юхим Ілліч
- 2006 — Утьосов. Пісня довжиною в життя — Мишко Япончик
- 2007 — 12 — 9-й присяжний, директор кладовища
- 2007 — Закон мишоловки — дядько Валя
- 2007 — Клуб 69 — Черкес
- 2007 — Реальний тато — Сафрон
- 2007 — Троє і Сніжинка — Володимир
- 2007 — Вбити змія — Алекс
- 2007 — Приватне замовлення — Олег Олександрович Аверченко
- 2008 — Ілюзія страху — майор
- 2008 — Маленька Москва — майор КДБ
- 2008 — Отдамся в хороші руки — байкер
- 2008 — Ріоріта — комбат
- 2008 — Стиляги — саксофоніст
- 2008 — Танець горностая — Олексій Павлович Титов
- 2008 — Той, хто гасить світло — Олексій Степанович Саутін
- 2009 — Афера «Фаревелл» — Чухов, співробітник КДБ
- 2009 — Котовський — Пушкарьов
- 2009 — Залюднений Острів — шурин
- 2009 — Пістолет Страдіварі — Марфела
- 2009 — Дідька лисого — Стас Георгіївський на прізвисько «Мічений»
- 2009 — Я — Румун
- 2010 — Бес Пор No — батько міліціонера
- 2010 — У лісах і на горах — отець Іона (Михась)
- 2010 — Дітям до 16 … — пасажир
- 2010 — Будинок сонця — Кореєць
- 2010 — Край — Коливанов
- 2010 — Трава під снігом — Андрій Васильович Комісаров
- 2011 — Атомний Іван — батько Івана
- 2011 — Богині
- 2011 — Ключ Саламандри — Сергій Анатолійович, генерал ЦПСО
- 2011 — Контакт 2011 — Громов
- 2011 — Костоправ — Анатолій Анатолійович Савчук
- 2011 — Любов і розлука — Максим Петрович Зацепін
- 2011 — ПираМММида — полковник
- 2011 — Чемпіони з підворіття — Сергій Михайлович Ладигін
- 2012 — Істальгія — Жора
- 2012 — Мами — Дмитро
- 2012 — Шпигун — Селенцов, зв'язковий Вассера
- 2013 — Легенда для оперші — Пан
- 2013 — Мьобіус — Олександр Коржов
- 2013 — Саранча — батько Артема
- 2013 — Свиридова — батько Івана
- 2013 — Хайтарма — Кротов, майор-особіст
- 2013 — Шерлок Холмс
- 2013 — Шулер — Леонід Михайлович Балабан
- 2013—2014 — Як гартувався стайл — епізод
- 2014 — Зальотчики — командувач ВПС
- 2014 — 46 Ленінград — Вітя Музикант
- 2014 — Син за батька — Георгій Костянтинович Теодораді
- 2014 — Трубач — Василь Павлович
- 2014 — Фотограф — гарнізонний лікар
- 2015 — Альошкіна любов — Гнат Ілліч Кірєєв
- 2015 — Гвардія — інструктор Дід
- 2016 — Одинак — Мечников
- 2017 — Мислителі
- 2017 — Правило бою — Карпов
- 2018 — Дике поле — Пастор[11]
- 2019 — Бюро легенд — Михайло Карлов (4, 5 сезони)
- 2019 — Забуті — дід Василь[12]
- 2021 — Останній найманець
- 2021 — Чому я живий
- 2024 — Щастя  — старий

## Кліпи
- 2016 — Стольний град — Забери мене (дід)
- 2016 — Антитіла — Одинак
- 2021 — Krechet — Засинай